# 우리 결혼했어요 세계판 OST Part 1
《우리 결혼했어요 세계판 OST Part 1》는 MBC 에브리원 우리 결혼했어요 세계판의 사운드트랙 음반이며, B1A4의 세 번째 사운드트랙 음반이다. 타이틀곡 Sunshine은 박명수의 '바다의 왕자', 지아의 '술 한잔해요'의 작곡가 이주호의 곡으로, 우리 결혼했어요 세계판의 예고편과 본 방송에 삽입되어 밝고 경쾌한 멜로디가 달달한 분위기를 극대화 시켰다.

## 트랙리스트
| #  | 제목                 | 작사       | 작곡        | 재생 시간 |
| -- | -------------------- | ---------- | ----------- | --------- |
| 1. | 〈Sunshine〉         | 서준, 신디 | 이주호, EON | 3:11      |
| 2. | 〈Sunshine (Inst.)〉 |            | 이주호, EON | 3:11      |